# 사수올로
사수올로(이탈리아어: Sassuolo)는 이탈리아 에밀리아로마냐주 모데나도에 위치한 코무네로 면적은 121.04km2, 인구는 40,780명(2015년 기준)이다. 모데나에서 남서쪽으로 약 17km 정도 떨어진 곳에 위치하며 세차강 우안과 접한다.